# Mainstream 1958
Mainstream 1958 - The East Coast Jazz Scene, so der vollständige Titel, ist ein Jazz-Album von Wilbur Harden mit John Coltrane, aufgenommen im Studio von Rudy Van Gelder in Hackensack am 13. März 1958 und veröffentlicht auf
Savoy Records. Die vollständigen Savoy-Aufnahmen dieser März-Session erschienen später auf dem Doppelalbum John Coltrane/Wilbur Harden - Countdown - The Savoy Sessions.

## Das Album
Unter dem Titel Mainstream 1958 veröffentlichte Savoy Records die erste der drei Sessions, die John Coltrane mit dem fast vergessenen Trompeter und (hier) Flügelhornisten Wilbur Harden aufnahm. Die Savoy-Sessions vom 13. März, 13. Mai und 24. Juni 1958 von John Coltrane entstanden während der Phase, in der er auch seine letzten Einspielungen für Prestige Records (Soultrane, Standard Coltrane) vornahm und Mitglied der Band von Miles Davis (Milestones) war, ein halbes Jahr vor seinen ersten Aufnahmen für Atlantic Records im Januar 1959.
Die erste Savoy-Session vom 13. März brachte John Coltrane und Wilbur Harden mit dem Pianisten Tommy Flanagan, dem Bassisten Doug Watkins und dem Schlagzeuger Louis Hayes zusammen; Harden, Flanagan und Watkins kannten sich aus Detroit, wo sie zuvor mit Yusef Lateef gearbeitet hatten. Coltrane hat dann mit Harden bei seinen Prestige-Aufnahmen 1958 (The Stardust Session, Standard Coltrane) gearbeitet.
Alle Kompositionen stammten von Wilbur Harden. In seinen zeitgenössischen Anmerkungen zu dem Album (in den Liner Notes) erklärte H. Alan Klein den Bezug auf „Mainstream“ im Albumtitel als „eine Rückbesinnung auf eine mehrstimmige, hart-swingende Ausdrucksweise, die in der Swing-Ära vorherrschend war;“ in Abgrenzung von der damaligen Cool Jazz Bewegung der Westküste versteht sich der programmatische Untertitel „The East Coast Jazz Scene“, ähnlich wie dies auch das Charles-Mingus-Album East Coasting ein Jahr zuvor verstand.
Hinzu kommt, dass die Cover-Gestaltung suggeriert, das Album enthalte eine Kompilation verschiedener Musiker der Ostküsten-Jazzszene, bis man merkt, dass es sich immer um die gleichen fünf Namen Coltrane, Harden, Flanagan, Watkins und Hayes handelt.
Die Kompositionen Hardens verraten seine Erfahrungen in Rhythm and Bluesbands wie bei Ivory Joe Hunter. Sein Spiel auf dem Flügelhorn erinnert oft an das Spiel von Miles Davis, den Harden sehr verehrte, auf diesem Instrument (Miles Ahead 1957). „Sein Ton ist makellos rein.“
Der Musikjournalist Robert Palmer schrieb in den Liner Notes zur Count Down-Ausgabe der Aufnahmen, dass die relaxte Stimmung der Session(s) auf mehreren Faktoren beruhe: Zum einen seien es die offenen Kompositionen von Wilbur Harden, zum anderen zeigen die Musiker ein hohes Maß an Empathie füreinander; sie kannten sich aus zahlreichen New Yorker Studioterminen. Filtgen/Außerbauer erwähnen in diesem Zusammenhang auch die „Wohnzimmeratmosphäre“ bei Van Gelder, die diese „grandiosen Aufnahmen“ begünstigte.
Hardens Soli auf dem Album seien voll von zeitlosem Blues-Phrasen und zeigten den Einfluss zahlloser anonymer Sängers des Südens sowie der Aufnahmen der späteren Bluesgrößen. In Ergänzung dieser Traditionen des Südens überführe vor allem John Coltrane diese in einen zeitgenössischen urbanen Kontext. Es ist nach Palmers Ansicht vor allem Coltranes schiere Energie, seine physische und emotionale Anstrengung, die seinen Beiträgen die Bedeutung gebe, um ihn damals schon als den Innovator anzusehen, während die Beiträge seiner Begleiter, so gut sie auch sein mögen, einen gewissen Mangel an dieser Coltrane-typischen, suchenden Haltung zeigten. Diese Haltung nämlich, mit der Coltrane sich schon hier mit dem modalen Jazz, afrikanischen Rhythmen und der Erforschung harmonischer Grenzen des Saxophonsspiels beschäftigte.

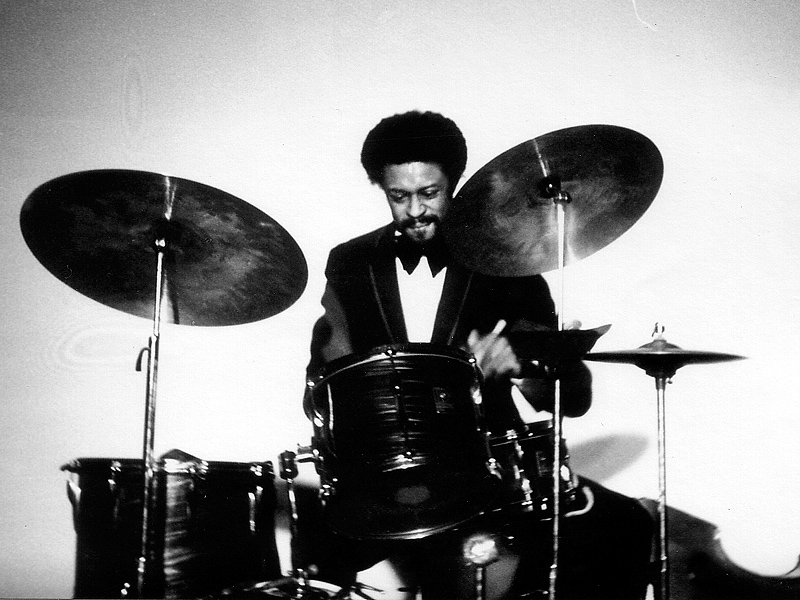
Louis Hayes, 1971

Das Thema des ersten Stücks „Wells Fargo“ wird von Coltrane und Harden im Wechsel vorgestellt; „weich und beschwingt gerär auch das anschließende Harden-Solo. John Coltranes Solo drückt eine tiefe Zufriedenheit aus; er spielt, als sei er mit sich und der Welt im Einklang“.
Im mittelschnell gespielten „West 42nd Street“ ist Hardens „weiches und geschmeidiges Flügelhornspiel“ zu hören; Filtgen/Außerbauer heben hier Tommy Flanagans Piano-Solo hervor.
„E.F.F.P.H.“ hat „einen satten, aber modifizierten Anklang an A Night in Tunisia; für lateinamerikanische Färbungen sorgt Doug Watkins’ dramatische Basseinleitung zusammen mit dem durch das ganze Stück geschlagenen Afro-Cuban-Beat von Louis Hayes. Auch Tommy Flanagan entlockt seinem Piano verspielte Latin-Klänge; Coltrane improvisiert in seinem Solo mit wohldosierter Energie und umwerfend schönen Ton.“
„Count Down“, ein Titel, der in zwei Takes aufgenommen wurde, wobei der eine schneller gespielt wurde, erschien nicht auf dem Original-Album Mainstream 1958. Filtgen/Außerbauer beschreiben die Komposition als „bedrohlich“; sie habe etwas „Beunruhigendes“. Die Soli seien wahre musikalische Kraftakte.
Ebenfalls als Vehikel für ausgedehnte Soloausflüge dient das schnelle Stück „Rhodomagnetics“, hervor sticht das überragende Spiel von Wilbur Harden, der sich mit Coltrane einen ebenbürtigen Partner ausgesucht hat. Dessen Tenorsax-Improvisation hat in dem Titel „Snuffy“ einen regelrecht orientalischen Touch; das Instrument klingt gepresst, herausfordernd und mit starkem Bluesfeeling durchsetzt.

## Bewertung des Albums
Richard Cook und Brian Morton bewerteten das Album in der zweiten Auflage ihres Penguin Guide to Jazz mit der zweithöchsten Note. Scott Yanow im All Music Guide bewertet das Album mit vier Sternen.

## Die Titel

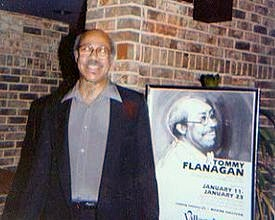
Tommy Flanagan in der Village Jazz Lounge der Walt Disney World

- Wilbur Harden/John Coltrane - Mainstream 1958 - The East Coast Jazz Scene (Savoy MG 12127)

1. Wells Fargo 7:19
2. West 42nd Street 7:49
3. E.F.F.P.H. 5:24
4. Snuffy 9:35
5. Rhodomagnetics 7:08

- John Coltrane/Wilbur Harden - Countdown - The Savoy Sessions (Savoy SJL 2203)

1. Wells Fargo 1
2. Wells Fargo 2 (alternate take)
3. E.F.F.P.H.
4. Count Down 1 (vorher unveröffentlicht)
5. Count Down 2 (vorher unveröffentlicht)
6. Rhodomagnetics 1 (alternate take)
7. Rhodomagnetics 2
8. Snuffy
9. West 42nd Street

## Editorische Hinweise
In Hackensack entstanden bei der ersten Savoy-Session sechs Titel von Harden, fünf wurden auf dem ursprünglichen Album Mainstream 1958 veröffentlicht: Well Fargo, West 42nd Street, E.F.F.P.H., Snuffy and Rhodomagnetics. Der Titel „Count Down“ erschien erst in zwei Takes auf einer später erschienenen Savoy-Doppel-Lp, dann als CD. (Count Down - The Complete Savoy-Sessions)

## Die folgenden Harden/Coltrane-Sessions 1958
Für die zweite Savoy-Session von Wilbur Harden und John Coltrane am 13. Mai 1958 kam der Posaunist Curtis Fuller hinzu; als Pianist kam für Flanagan und Watkins der relativ unbekannt gebliebene Pianist Howard Williams und der Bassist Ali Jackson Sr.; Schlagzeuger war hier Art Blakey; die aufgenommenen Titel „B.J.“, „Anedac“ „Once in a While“ erschienen auf dem Savoy-Album Tanganyika Strut (Savoy MG 12156).
Die dritte Session fand am 24. Juni in der gleichen Sextett-Besetzung mit Curtis Fuller statt; Pianist war hier wieder Tommy Flanagan. Aufgenommen wurden die Titel „Tanganaika Strut“ (erschienen auf dem gleichnamigen Album) sowie „Dial Africa“, „Oomba“ und „Gold Coast“; sie erschienen auf dem Savoy-Album Jazz Way Out (Savoy MG 12131). Diese Aufnahmen erschienen später auf den Savoy-LPs Gold Coast (Savoy SJL 1115) und Dial Africa (Savoy SJL 1110).